# 卿
卿（きょう、けい）は、中国・日本の官位制における高位の官職。それに由来する呼称も指す。

## 一覧
官職
1. 中国の天子・諸侯の臣下の最上位。大夫のうち重職（相）についたもの。
2. 日本の平安時代から江戸時代まで続いた律令制下における官職で、省の長官の地位を著す職名（八省卿）。
3. 明治時代の太政官における各省の長官。

呼称
1. 日本の三位以上または参議以上、大納言以下の官職にある人への敬称。例：山科言継卿。なお、律令官制下の大臣以上にある人への敬称は「公」である。これらの貴族を総称して公卿という。
2. 西洋などで爵位を有する人、または勲功爵などの爵位・称号に叙せられた人への敬称。“Lord” の和訳。
3. 君主が臣下を呼ぶ際に使用する呼び名。
4. 同輩以下の人への呼び名。「貴兄」と同じニュアンス。この際の発音は「けい」。

## 呼称としての卿

### 日本の場合
公卿に対する敬称として、氏の下に朝臣、名の下に卿を付けて敬称とする。その場合、大抵は官職をつけて呼ぶことが多い。名字が成立すると、例えば「山科大納言藤原朝臣言継卿」のように、名字の下に官職を付け、その下に氏、姓（朝臣）、名、敬称（公・卿）を付けて敬称とした。
また、八省卿である中務卿、式部卿、兵部卿などの官職についた皇族は、～卿宮と尊称された。
なお、時代が下るにつれ、名字の下に卿を付けたり、「越前卿」（結城秀康）のように、領国に卿を付けて敬称とするケースも出てきた。

### 西洋の場合

#### イギリス貴族
イギリスにおける"ロード"および"レディ"の訳語として用いられる。
侯爵、伯爵、子爵、男爵の貴族は爵位名(家名にあらず)に “ロード” (Lord) をつけられ、その妻は “レディ” (Lady) をつけられる。例えば Evelyn Baring, 1st Earl of Cromer（初代クローマー伯爵イヴリン・ベアリング）であれば、姓はベアリングであるが Lord Cromer（クローマー卿）と呼び、ベアリング卿にはならない（なお、爵位名が家名そのままの場合もあるが、この二つは区別するものなので、第5代スペンサー伯爵ジョン・ポインツ・スペンサー John Poyntz Spencer, 5th Earl Spencer のように表記し、ジョン・ポインツ・スペンサー伯爵とはならない。）。また、公爵、侯爵、伯爵の娘も “レディ” をつけられ、公爵と侯爵の次男以下の息子は爵位名がないので姓名に “ロード” をつけられる。また公爵、侯爵、伯爵の長男は付随爵位をもつために爵位名+ “ロード” と呼び掛けられる。公爵その人は “The Duke of 爵位” として参照され、直接呼びかけるには Your Grace とされる場合が多い。
一方、上記以外の貴族の息子および娘は “オナラブル” をつけられる。
貴族ではない准男爵およびナイトに対しては、“サー” (Sir) がつけられる。姓名（フルネーム）またはファーストネームのみに付けられる点で、貴族の Lord の場合と異なる。
“オナラブル” と “サー” には適切な日本語の訳語が存在しないが、これらにも"卿"を用いるのは混同を招く恐れがある。

#### スペイン
スペインでは Don（女性の場合は Doña）がこの用語に当たる。ただし Don は国王に対しても用いるため、イギリスの Lord より対象は広い。

### 目下への呼称
目下への呼称として使用される例は、中国や日本などに限定され、この場合には公卿の卿とは概念を異にする。とりわけ、発音では「けい」と言う。やや丁寧にした場合は貴卿（きけい）である。

## 卿が付く官職用語
- 公卿 ― 参議または三位以上の官職にあった貴族。公家とも。
- 上卿 ― 太政官の行う諸公事を指揮する公卿のこと。
- 御三卿 ― 徳川将軍家の連枝（一門）で、御三家に次ぐ格式を有した家、または当主を指す。
- アイルランド卿 ― イングランド王によるアイルランドの君主号。英語の “Lord of Ireland” の訳であるが定まった訳語ではない。
- 護国卿 ― イギリスのピューリタン革命において成立した政府の最高官。オリバー・クロムウェルが就任し、子のリチャード・クロムウェルもこの職にあった。
- 枢機卿 ― キリスト教に於けるローマ教皇の最高顧問。枢機卿団を形成し、司教枢機卿、司祭枢機卿、助祭枢機卿の三階がある。

## 主要な「卿」の使用例

### 人物
- 卿公円成（義円） ― 源頼朝の弟で義経の同母兄。父の源義朝が平治の乱で倒れると、大蔵卿一条長成の継子となり、その後出家したことから、このように呼称された。
- 卿二位 ― 後鳥羽天皇の乳母、藤原兼子。父の藤原範兼が刑部卿。
- 大蔵卿局 ― 豊臣家臣大野治長の母。

- ホーホー卿 ― 第二次世界大戦の際、ナチス・ドイツがイギリスに対して行った謀略放送のアナウンサーが名乗っていた名前。
- リシュリュー卿 ― フランス絶対王政を支えたリシュリューが悪役として『三銃士』に登場。
- ダービー卿 ― 競馬でオークス・ダービーを開催したダービー伯エドワード・スミス・スタンリーのこと。これ以来、競馬にダービーというレース名が定着した。
- リットン卿 ―「ポンペイ最後の日」で知られる小説家。同作が邦訳された際には「リットン卿」の名で出版された。孫のヴィクター・リットン はリットン調査団の団長。
- ケルヴィン卿 ―イギリスの物理学者ウィリアム・トムソンの爵位名。絶対温度の単位ケルビンの由来。
- ブルー卿[1][2] ―明治大学法科大学院教授であった青柳幸一の渾名。プライドの高さが貴族に例えられる点、及び、青柳の「柳」が「卿」の字に似ている点に由来する[1]。

### 手記・伝記録・作品等
- 『言継卿記』 ― 戦国時代の公卿、山科言継の日記の、後世における呼び名。
- 『忠直卿行状記』 ― 結城秀康の嫡男で福井藩主の松平忠直を主人公とした、菊池寛の小説。
- 『ガウェイン卿と緑の騎士』 ― 14世紀のイギリスの頭韻詩。
- 『エルギン卿遣日使節録』 ― 江戸時代末期に日英通商修好条約を締結するため来日したエルギン伯爵ジェイムズ・ブルースの記録。岡田章雄訳
- 『銀河英雄伝説』 ―銀河帝国側の登場人物に、相手への呼びかけの際の二人称に「卿」を使う人物が多い。 （「呼称」の3、4番目の使い方。読みは「けい」）
- シスの暗黒卿 ― 映画スター・ウォーズの悪役 Dark Lord of Sith にあてた訳語。ダース・シディアス（銀河帝国皇帝）、ダース・ベイダーなど。
- メタナイト卿 ―アニメ版星のカービィにおいて、部下のソードナイトとブレイドナイトをはじめとする周辺人物から主にこう呼ばれている。
- ヴォルデモート卿 ―ハリー・ポッターシリーズにおける悪役。本名のTom Marvolo Riddle（トム・マールヴォロ・リドル）のアナグラムでI am Lord Voldemort（私はヴォルデモート卿だ）と名乗った。
- トップハム・ハット卿―『汽車のえほん』『きかんしゃトーマス』に登場する、ソドー島の鉄道の重役・局長。原語（英語）では「Sir Topham Hatt」。

### 事件
- 廷臣八十八卿列参事件 ― 日米修好通商条約締結に反対した88人の公卿が座り込みを行った事件。
- 七卿落ち ― 江戸時代末期に尊皇攘夷派の公家が幕府の圧力で長州藩に落ちていった事件。
- 廷臣二十二卿列参事件
- 二卿事件